# Márcia Denser
Márcia Denser (São Paulo, 23 de mayo de 1949-5 de abril de 2024) fue una periodista y escritora brasileña.

## Biografía
Denser estudió una licenciatura en comunicación y artes en la Universidade Presbiteriana Mackenzie en 1974. Debutó literariamente con la colección de cuentos Tango Fantasma, que escribió a los 23 años. Como periodista, trabajó para las revistas Nova, Interview y Vogue y para el diario Folha de San Pablo. Organizó las antologías de cuentos eróticos femeninos Very Prazer en 1982 y O Prazer é Todo Meu en 1984. En 2003, completó su posgrado en comunicación y semiótica en la Universidad Católica de San Pablo.

## Libros
- 1981, El animal del motel
- 1984, Ejercicios para el pecado
- 1986, Diana cazadora
- 1990, El puente de las estrellas
- 2002, Toda Prosa
- 2002, Los apóstoles
- 2005, Caín